# التقريب الصوتي
ينص التقريب الصوتي، وهو مبدأ أساسي في مجال الصوتيات، على أن الموجة الصوتية تنشأ عن طريق تموج صغير، ثابت الحرارة، يؤثر على ضغط توازن (تحيز) كبير نسبيا. عادة ما يكون الضغط الصوتي في حدود بضعة أجزاء في المليون من ضغط التوازن.
وبالتالي، يضمن التقريب الصوتي انتقال الموجة الصوتية بسرعة مساوية تمامًا لسرعة الصوت المحلية، بحيث يكون رقم ماخ:
إم=١